# Camellia siangensis
Camellia siangensis är en tvåhjärtbladig växtart som beskrevs av T.K. Paul och M.P. Nayar. Camellia siangensis ingår i släktet Camellia och familjen Theaceae. Inga underarter finns listade i Catalogue of Life.